# Aucula hilzingeri
Aucula hilzingeri är en fjärilsart som beskrevs av Berg 1882. Aucula hilzingeri ingår i släktet Aucula och familjen nattflyn. Inga underarter finns listade i Catalogue of Life.